# لنا ژلیخوفسکا
لنا ژلیخوفسکا (لهستانی: Lena Żelichowska؛ ‏ ۱۲ اوت ۱۹۱۰ – ۱۴ اکتبر ۱۹۵۸) بازیگر و هنرمند رقص اهل لهستان بود.
از فیلم‌ها یا مجموعه‌های تلویزیونی که وی در آن‌ها نقش داشته‌است، می‌توان به مروارید سیاه (۱۹۳۴) و یک همسر سیاستمدار اشاره نمود.